# Agelasta andamanica
Agelasta andamanica es una especie de escarabajo longicornio del género Agelasta, categorizada en la tribu Mesosini, de la subfamilia Lamiinae. Fue descrita por Breuning en 1935.

## Descripción
Mide 14-16 mm de longitud.

## Distribución
Se distribuye por Asia: India, en las islas Andamán.